# 野口富蔵
野口富蔵（のぐち とみぞう、1841年〈天保12年〉 - 1883年〈明治16年）4月11日〉は、会津藩士。富蔵は通称で、名は成光。アーネスト・サトウの秘書官、岩倉使節団の通訳を務めた。兄の九郎は京都勤番中の蛤御門の変で功を挙げ、弟の留三郎は彰義隊に参加し上野寛永寺で戦死した。

## 生涯
会津藩士野口成義の三男として、現在の福島県会津若松市天寧寺町に生まれる。母楽は同じく会津藩士日向氏の出身。
19歳の時、藩を出て函館の英国領事館へ赴き、英国領事ヴァイスに英語を学ぶ。1866年（慶応２年）、駐日イギリス公使館書記官アーネスト・サトウに秘書兼用心棒として雇用され、以降国内を移動する際は常に一緒におり、道中襲撃された際には拳銃と太刀で応戦し撃退したという。
1869年（明治２年）、サトウに随いイギリスに渡り、彼の援助を受けロンドンの大学にて学ぶ。同年視察でロンドンを訪れた西郷従道らは、既に日本人留学生がいることに驚き、西郷の計らいでのちに国費留学生となる。1871年（明治４年）に岩倉使節団がロンドンを訪れた際には通訳を立派に務め、その俊才を認められる。1875年（明治８年）に帰国。この年に妻くらと結婚したとされる。
その後、内務省、陸軍省、工部省を経て京都府に出張し西陣織の改良に尽力する。兵庫県庁にも出仕するが、激務がたたり1883年（明治16年）に42歳で急逝。墓所は神戸追谷墓園。

## 余談
- 1876年（明治9年）にアメリカ・フィラデルフィアで行われた万国博覧会に野口は英国出品委員として出張していた。そこで偶然言葉が通じずに困っていた日本の出品委員に出会い、通訳などの世話をしたところ、非常に心強かったと大いに感謝されたという。[1]
- 参考文献に挙げた『野口富蔵伝』の著者國米重行氏は彼の曽孫にあたる。